# Saint-Victeur
Saint-Victeur är en kommun i departementet Sarthe i regionen Pays de la Loire i nordvästra Frankrike. Kommunen ligger i kantonen Fresnay-sur-Sarthe som tillhör arrondissementet Mamers. År 2022 hade Saint-Victeur 438 invånare.

## Befolkningsutveckling
Antalet invånare i kommunen Saint-Victeur
| Referens: INSEE |